# Contea di Marshall (Dakota del Sud)
La contea di Marshall (in inglese Marshall County) è una contea dello Stato del Dakota del Sud, negli Stati Uniti. La popolazione al censimento del 2000 era di 4 576 abitanti. Il capoluogo di contea è Britton.